# Presa de Rogun
La presa de Rogun (en tadjik: Нерӯгоҳи барқи обии Роғун o, abreviat, НБО Роғун) és una presa de materials solts que s'està construint en el riu Vakhsh, al sud del Tadjikistan. La presa està situada a 110 km de la capital del país, Duixanbe. És una de les centrals hidroelèctriques que es planegen construir per a la cascada de Vakhsh.
La presa de Rogun va ser proposada per primera vegada en 1959 i un esquema tècnic va ser desenvolupat en 1965. La construcció de la presa va començar en l'època soviètica, en 1976, però va ser abandonada després del col·lapse de la Unió Soviètica. Durant tres dècades només s'han dut a terme avantprojectes de construcció de la presa. A causa del seu estat polèmic, la construcció es va suspendre a l'agost de 2012 a l'espera dels informes del Banc Mundial. El projecte va ser reiniciat pel govern del Tadjikistan amb l'ajuda de la República Popular de la Xina en 2017, una ajuda que s'enmarca en el projecte xinès anomenat Iniciativa del Cinturó i Ruta de la Seda. La primera unitat de la central elèctrica es va posar en marxa al novembre de 2018.
La presa ha rebut queixes de l'Uzbekistan, un país limitrof, que tem que afecti negativament els seus lucratius cultius de cotó. La disputa sobre el projecte ha contribuït de manera significativa a les amargues relacions entre les dues exrepúbliques soviètiques.

## Dades tècniques
Rogun va ser catalogada com la presa més alta del món -335 metres d'altura- però aquesta només és una altura projectada. En realitat, la presa només tenia uns 60,96 metres d'altura fins a 1993, quan va ser destruïda per una inundació. A partir de 2014 s'estan considerant tres projectes: l'original, de 335 metres, i dues alternatives, de 300 metres i 265 metres, tots amb els seus avantatges i inconvenients.
S'espera que la central hidroelèctrica tingui sis turbines amb una capacitat combinada de 3600 MW. Quan estigui acabada, s'espera que produeixi 17,1 TWh d'electricitat per any.

## Controvèrsies
El projecte ha augmentat les tensions amb l'Uzbekistan per l'impacte de la presa en els seus sistemes de reg de cotó. Al febrer de 2010, el Primer Ministre uzbek Shavkat Mirziyoyev va enviar una carta al seu homòleg tadjik en la qual exigia un examen independent de les possibles conseqüències de la presa. A l'octubre de 2010, el president uzbek Islom Karimov va qualificar a les centrals hidroelèctriques de Rogun de "projecte estúpid".
No obstant això, en 2018 l'Uzbekistan va deixar d'oposar-se a la presa de Rogun. "Endavant, construeix-ho, però tenim unes certes garanties d'acord amb aquests convenis que han estat signats per vostè", va dir el Ministre de Relacions Exteriors de l'Uzbekistan Abdulaziz Komilov en una aparició televisada el 5 de juliol de 2018.